# Ephedra frustillata
Ephedra frustillata är en kärlväxtart som beskrevs av John Miers. Ephedra frustillata ingår i släktet efedraväxter, och familjen Ephedraceae. Inga underarter finns listade i Catalogue of Life.

## Bildgalleri

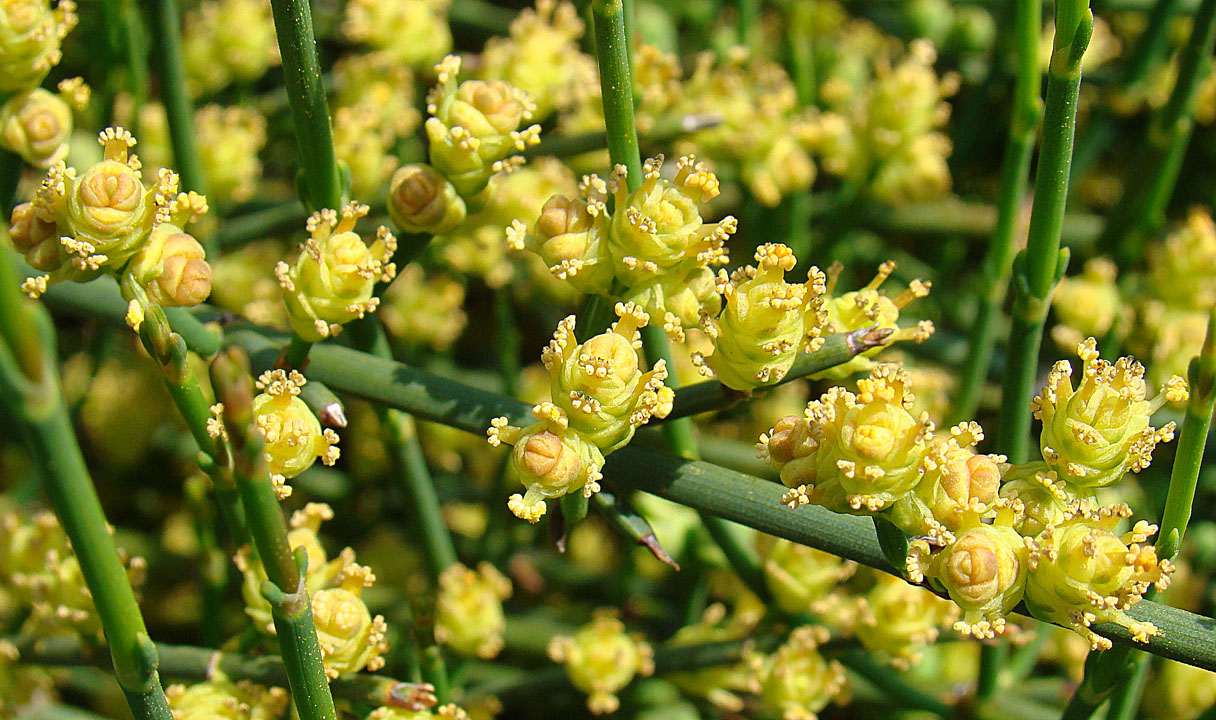
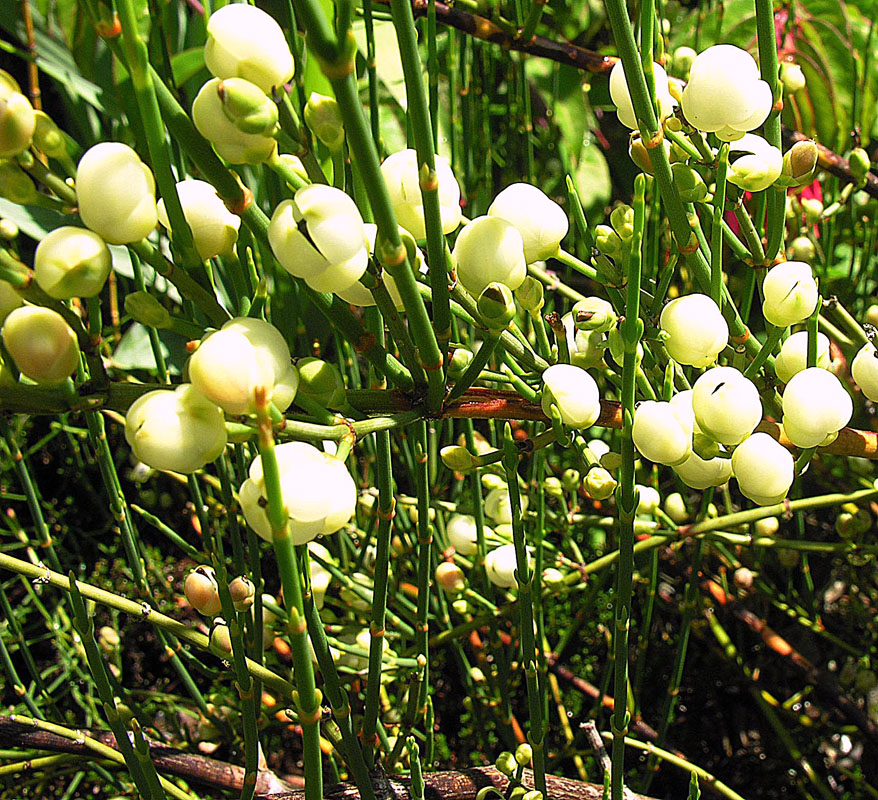